# Saint John (Saint Andrew)
Saint John ist eine Siedlung im Parish Saint Andrew im Osten von Grenada.

## Geographie
Die Siedlung ist ein Vorort im Südwesten von Grenville zwischen Harford Village und Brandon Hall, am Fuße des Pilot Hill.